# PowerBop

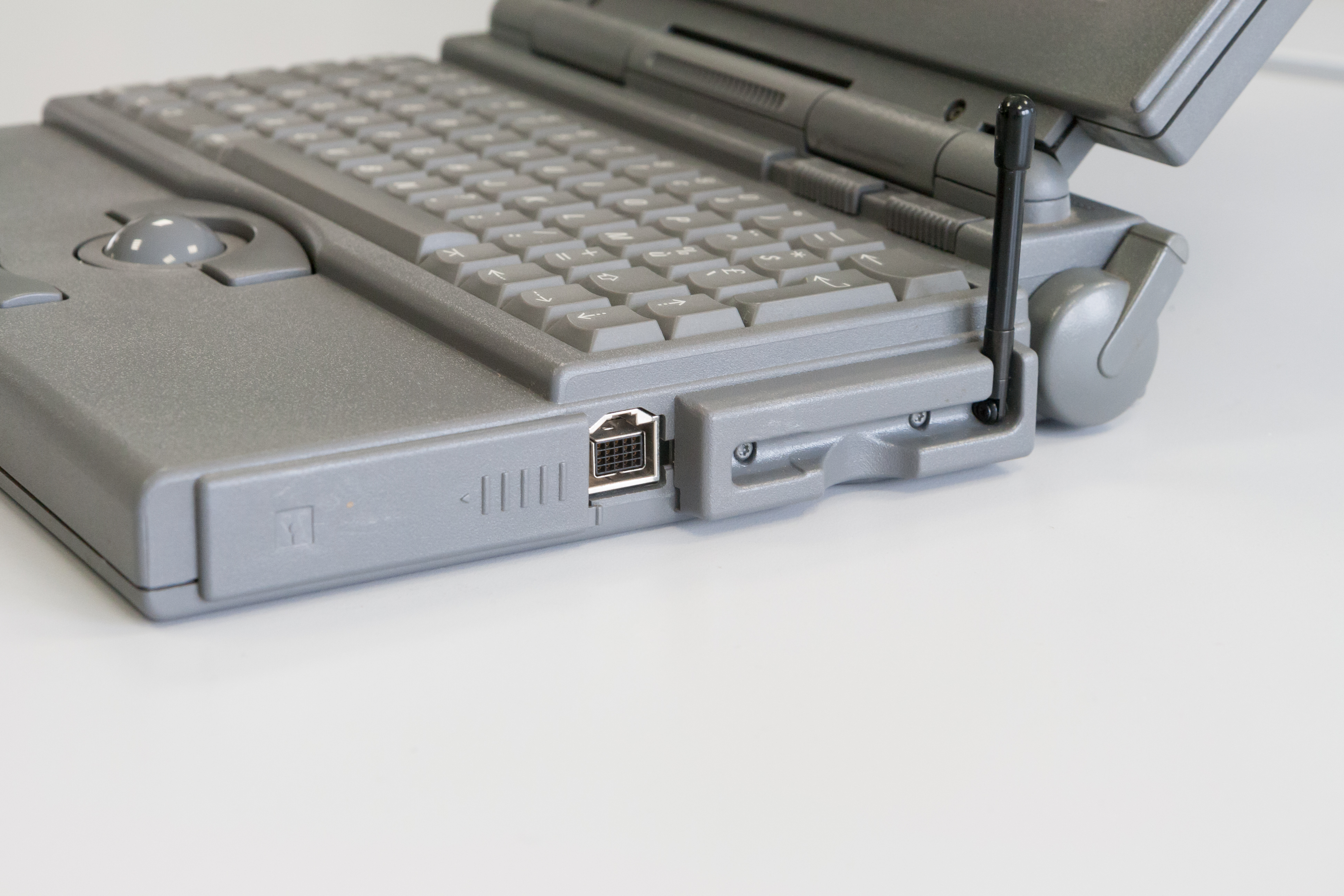
Un Apple PowerBop avec son antenne.

Le PowerBop est un modèle d'ordinateur fabriqué par Apple en 1993.

## Historique
En 1993, Apple équipe des PowerBook (ordinateur portable) du système de connexion sans fil Bi-Bop de France Télécom (norme CT2). Apple modifiera trois modèles, qui utilisent la même coque : le PowerBook 160, le PowerBook 180 et le PowerBook 180c, équipé d'un écran couleur.
Cet ordinateur, baptisé « PowerBop », ne sera construit qu'à quelques centaines d'exemplaires et ne rencontrera aucun succès commercial et sera abandonné rapidement fin 1994. Les derniers exemplaires assemblés seront soldés en 1995. Selon les sources, Apple aurait fabriqué environ 650 modules et seule une partie des machines aura été vendue avec ce module : certains PowerBop sont retournés en usine pour remplacer le module CT2 par un lecteur de disquettes.